# MacArthur, le général rebelle
 (décembre 2014).
Si vous disposez d'ouvrages ou d'articles de référence ou si vous connaissez des sites web de qualité traitant du thème abordé ici, merci de compléter l'article en donnant les références utiles à sa vérifiabilité et en les liant à la section « Notes et références ».
MacArthur, le général rebelle (MacArthur) est un film américain réalisé par Joseph Sargent en 1977.

## Synopsis
Le film retrace l'étonnante carrière du général américain Douglas MacArthur. En 1942, les attaques japonaises détruisent plus de la moitié de la flotte aérienne du secteur Est. Ses positions aux Philippines sont anéanties, MacArthur part mais promet de revenir. Avec de fascinantes victoires dans le Pacifique et une habile mainmise sur la démocratisation du Japon, il est de retour. Il aspire aussi à la présidence. En 1951, alors qu'il sert durant la guerre de Corée, son ego démesuré et son indiscipline poussent le président Truman à le limoger.

## Fiche technique
- Titre : MacArthur, le général rebelle
- Titre original : MacArthur
- Réalisation : Joseph Sargent
- Scénario : Hal Barwood et Matthew Robbins
- Producteur : Frank McCarthy
- Producteur exécutif : David Brown et Richard D. Zanuck
- Musique : Jerry Goldsmith
- Photographie : Mario Tosi, A.S.C.
- Montage : George Jay Nicholson, A.C.E.
- Concepteurs des décors : John J. Lloyd
- Décors : Larry Gausman
- Costumes : Larry Harnell
- Budget : 9 000 000 $
- Recettes : 16 320 000 $
- Société de production : Universal Pictures
- Société de distribution : Universal Pictures. An MCA Company
- Pays de production :  États-Unis
- Langue : Anglais
- Formats : 1,85 : 1 | Couleur Technicolor | 35 mm
- Son : Stereo
- Genre : Historique
- Durée : 122 minutes
- Dates de sortie : 
  - États-Unis : 15 juillet 1977
  - France : 18 janvier 1978

## Distribution
- Gregory Peck (VF : Jean-Claude Michel) : général Douglas MacArthur
- Ed Flanders (VF : Albert Augier) : président Harry S. Truman
- Dan O'Herlihy (VF : Jean Berger) : president Franklin D. Roosevelt
- Ivan Bonar (VF : Marc de Georgi) : lieutenant général Richard K. Sutherland
- Ward Costello : général George C. Marshall
- Nicolas Coster (VF : Claude Giraud) : colonel Sidney Huff
- Marj Dusay : Mrs. Jean MacArthur
- Art Fleming (VF : André Falcon) : William Averell Harriman
- Russell Johnson : amiral Ernest J. King
- Sandy Kenyon : lieutenant général Jonathan M. Wainwright
- Robert Mandan : Martin
- Allan Miller (en) (VF : Jean Roche) : colonel LeGrande A. Diller
- Dick O'Neill (VF : Jacques Marin) : colonel Whitney
- Addison Powell (VF : Marc Cassot) : amiral Chester W. Nimitz
- Gerald S. Peters (VF : Raoul Curet) : général Thomas Blamey
- Harvey Vernon (VF : Roger Rudel) : amirel Frederick C. Sherman
- Lane Allan (VF : Raymond Loyer) : général William F. Marquat
- Garry Walberg (VF : Henry Djanik) : général Walton H. Walker
- Walter O. Miles (VF : René Arrieu) : général George C. Kenney
- Jesse Dizon (VF : Roger Crouzet) : Castro
- G.D. Spradlin : général Eichelberger